# Новый Дол (усадьба)
Усадьба Толстой — бывший дом-особняк помещиков Дурасовых / Толстых, который находится на территории села Новый Дол Ульяновской области. С 2016 года — памятник градостроительства и архитектуры.

## История
С основания в 1675 году и до середины XIX века село Новый Дол (до 1937 года — Старая Зиновьевка) принадлежало симбирским дворянам Зиновьевым. Затем — дворянам Дурасовым. В 1870-х годах, сын сенатора Фёдора Алексеевича Дурасова, Пётр Фёдорович вторично женится на дочери гвардии полковника, помещика Симбирской губернии Ф. И. Ермолова — Александре Фёдоровне Ермоловой. В 1894 году П. Ф. Дурасов скончался и Александра Фёдоровна выходит замуж за отставного генерала графа Александра Павловича Толстого. В 1905 — 1911 годах владелицей усадьбы А. Ф. Толстой дом был перестроен.

### Парк
С постройкой дома в 1911 году графиня Александра Фёдоровна Толстая заложила один из красивейших парков в европейском стиле. Под него были выделены более семи гектаров земли. Он тянется от здания усадьбы с юго-запада на северо-восток по берегу речки Чилим вплоть до впадения её в реку Барыш. Общая длина парка около 700 метров, его ширина от 100 до 150 метров. Приказом министерства лесного хозяйства, природопользования и экологии Ульяновской области № 7 от 18.03.2011 года  «Новодольский парк» является памятником природы регионального значения ООПТ (№ 063) .

### Конезавод
Гордостью графини Толстой был конезавод. На нём она разводила орловских рысаков, которых было около 260 голов, и лошадей попроще, предназначенных под армейское седло и упряжь. Чтобы сохранить престиж завода, Александра Фёдоровна заботилась об улучшении племенного поголовья лошадей, покупая лучших производителей. Из поездки в Европу в 1898 году она привезла испанского жеребца, назвав его неблагозвучным именем — Осёл-I. На выставке коневодства в Симбирске в 1912 году его потомство, лошади: Отвага, Послушная, Игрок и Мулёнок, привлекло внимание ценителей. В 1913 году Толстая, потратив баснословную сумму денег, приобрела орловского рысака Крепыш, которого современники назвали «лошадью столетия» за его превосходные скаковые качества. Он стартовал 79 раз, 55 раз из них приходил к финишу первым, 13 раз улучшал предельные рекорды. За всё время скачек им было выиграно более 300 тысяч рублей.
В 1918 году усадьба была национализирована.
С 1942 года здесь находится детский дом «Остров детства».

## Описание
Здание усадьбы находится в южной части села, на Школьной улице, 1А. Дом построен в виде буквы «Н», в неомавританские архитектурном стиле, из красного кирпича и имеет белые вставки из «вятского» камня. Интерес представляет также интерьер одной из комнат. Каменные стены её были облицованы половинками толстых брёвен, а напротив окон был размещён камин из уральского камня.

## Современное состояние
Распоряжением Главы администрации Ульяновской области от 29.07.1999 г. № 959-р «Ансамбль загородной помещичьей усадьбы Дурасовых, XIX - нач. XX в.: (Дом господский; Парк помещичьей усадьбы; Здание корпуса конюшен конного двора (завода)» расположенный в с. Новый Дол Барышского района Ульяновской области был включён в список выявленных объектов культурного наследия (памятников истории и культуры Ульяновской области. А приказом  Министерства искусства и культурной политики Ульяновской области от 04.04.2016 № 40 «О  включении выявленных объектов культурного наследия в единый государственный реестр объектов культурного наследия (памятников истории и культуры) народов Российской Федерации» объект культурного наследия «Дом-особняк помещиков Дурасовых / Толстых, XIX в. — нач. XX в.» регионального значения поставлен на государственную охрану.

## Галерея

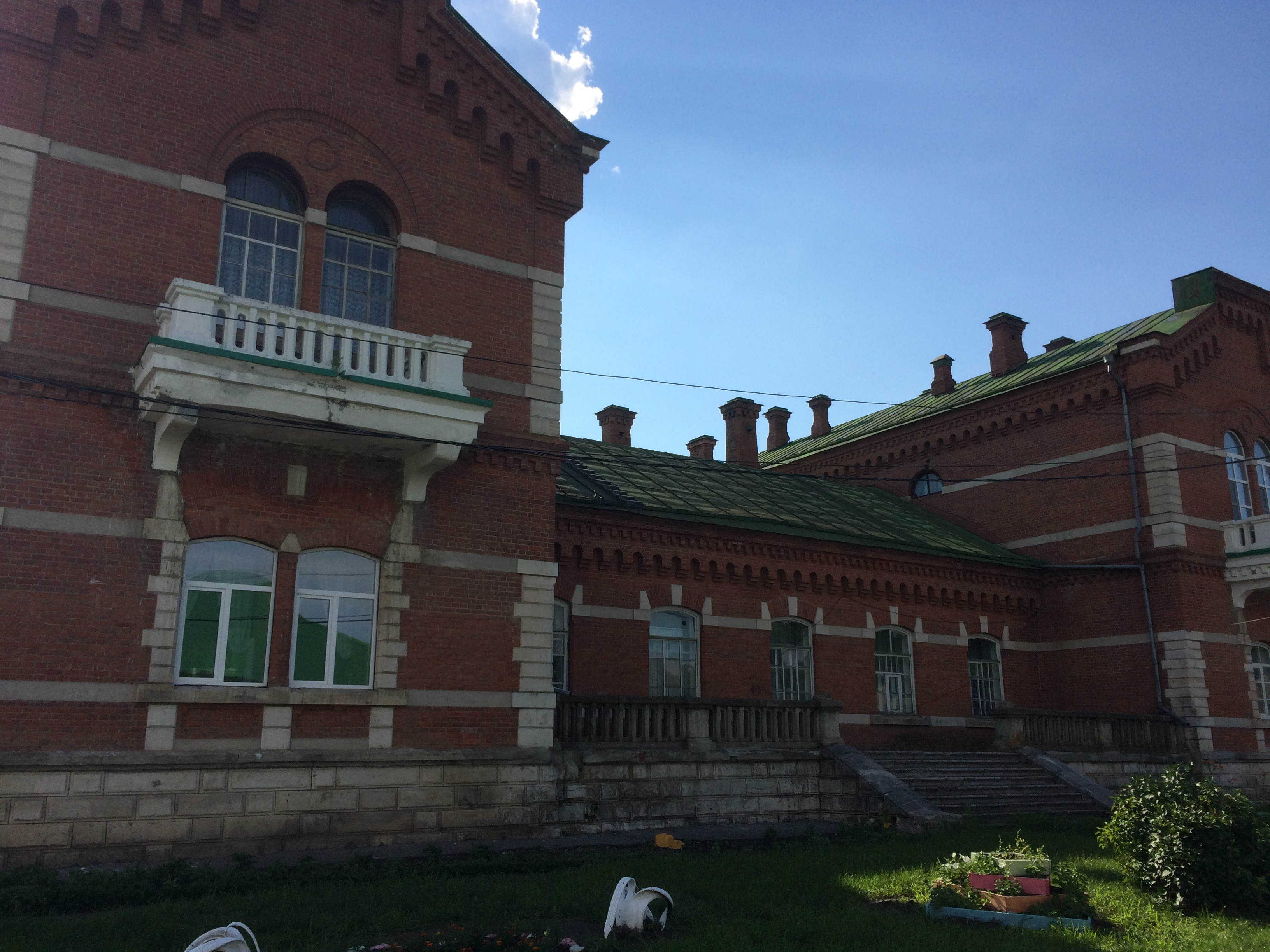
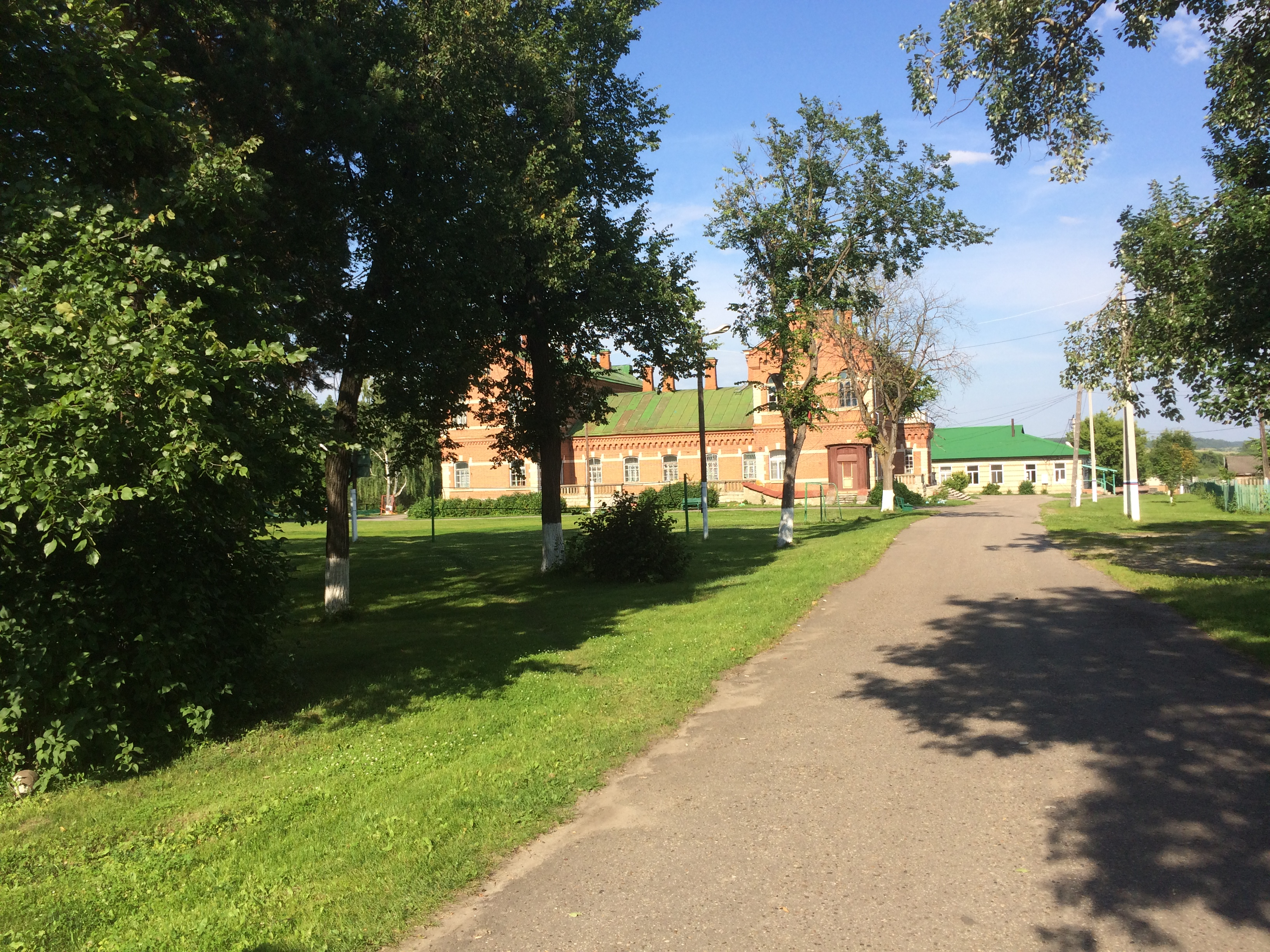
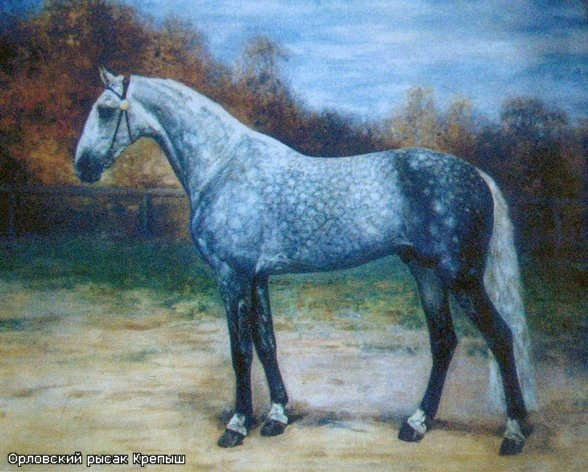
Орловский рысак Крепыш. Худ. С. С. Ворошилов.